# Kaiserstraße (Mainz)

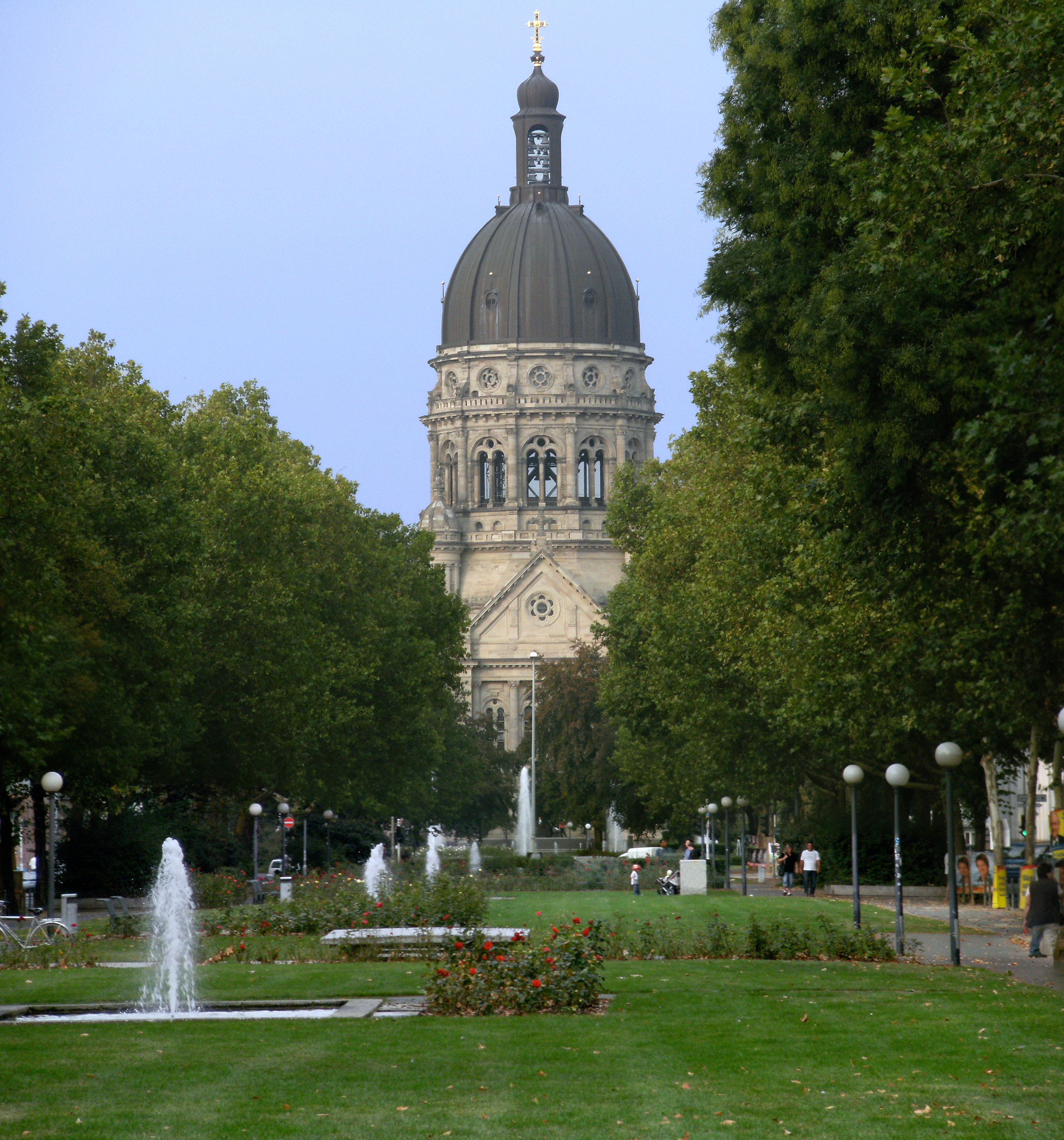
Kaiserstraße mit Blick auf die Christuskirche

Die Kaiserstraße ist eine rund einen Kilometer lange gründerzeitliche Prachtstraße in Mainz. Sie ist die Hauptachse der ab 1873 von Eduard Kreyßig (1830–1897) angelegten Mainzer Neustadt und neben der Ludwigsstraße und der Großen Bleiche eine der drei zum Rhein führenden Hauptachsen der Stadt. Sie ist nicht zu verwechseln mit der ebenfalls die Stadt Mainz berührenden, nach Saarbrücken führenden Kaiserstraße, einer nach Napoleon I. benannten Landstraße.

## Geschichte

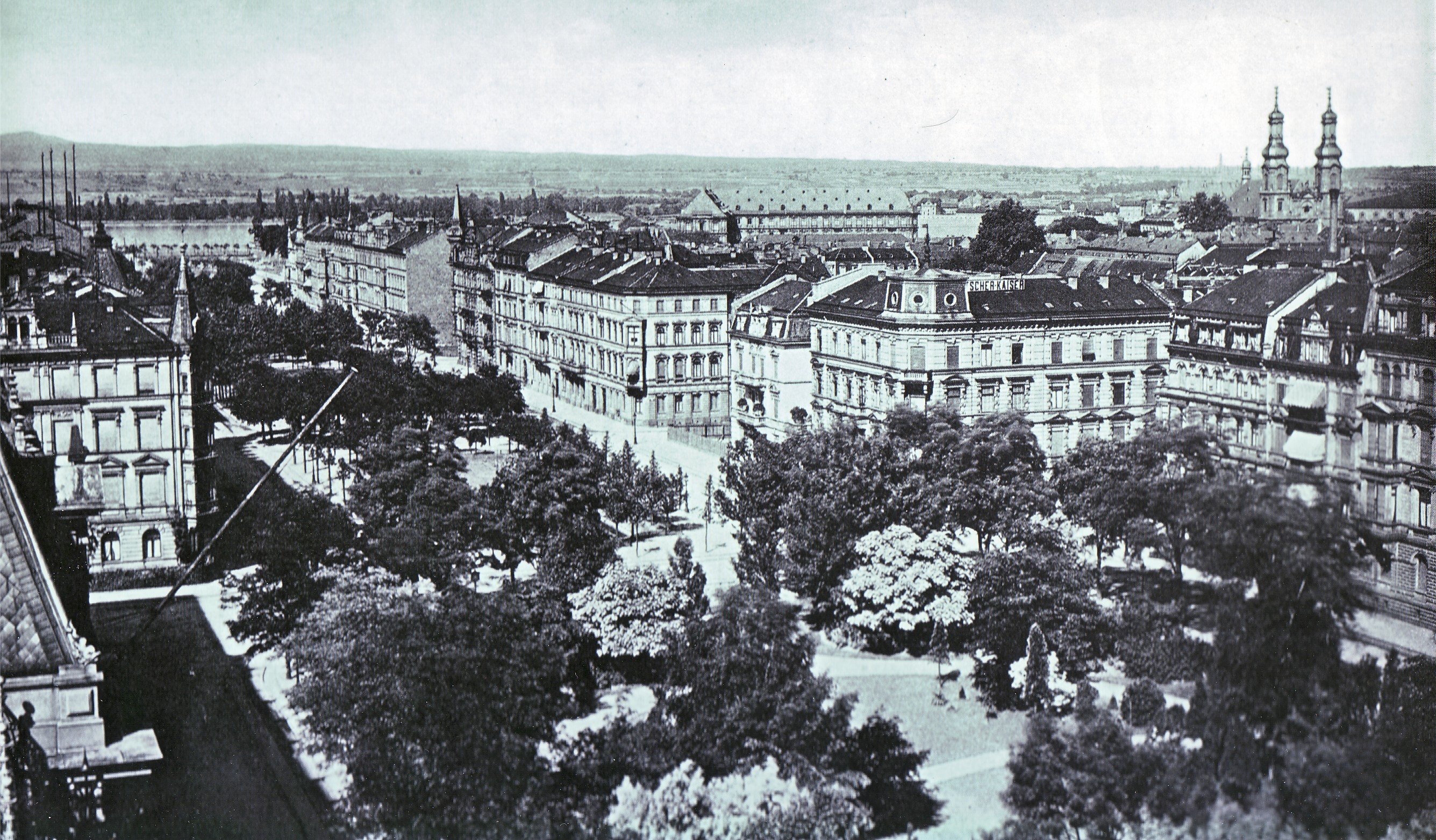
Kaiserstraße 1892 ein Jahrzehnt vor dem Bau der Christuskirche

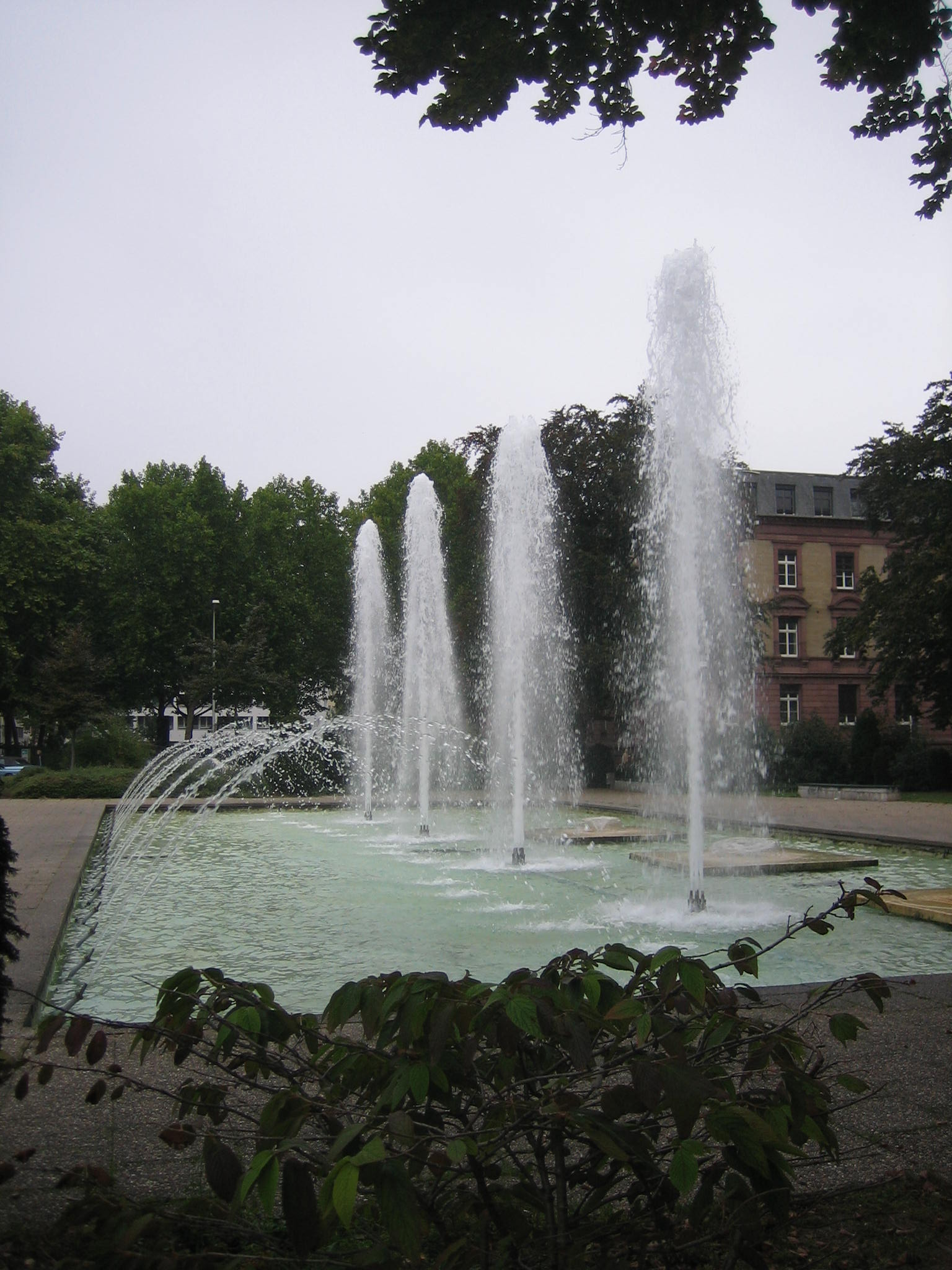
Der Hans-Klenk-Brunnen wurde an Pfingsten 1962 zur 2000-Jahr-Feier der Stadt Mainz vom gleichnamigen Unternehmer gestiftet und an Oberbürgermeister Franz Stein übergeben. Der Brunnen steht auf dem Grünstreifen der Kaiserstraße vor der Christuskirche.

Auf dem Gelände befand sich der westliche Teil des Schönbornschen Festungsrings. Nach dessen Abriss im Zuge der Stadterweiterung war es Kreyßigs Aufgabe, den Nordwesten neu zu gestalten. Seine Konzeption der Neustadt als rasterförmiges Netz mit symmetrischen, auf repräsentative Gebäude ausgerichteten Achsen, Diagonalen und öffentlichen Plätzen basiert auf dem Vorbild von Georges-Eugène Haussmann, dem Pariser Stadtplaner.
Die Kaiserstraße sollte das alte Mainz mit dem neuen Mainz verknüpfen. Die erste Benennung fand im Jahr 1880 unter dem Namen Boulevard statt, der auf die Wurzeln des Geländes hinweisen sollte. Acht Jahre später wurde sie zu Ehren von Kaiser Wilhelm I. in „Kaiserstraße“ umbenannt. In der Straßenmitte verläuft eine parkähnliche Grünanlage, in der sich Spiel- und Sportplätze und ein großes Brunnenensemble, der Hans-Klenk-Brunnen, befinden. Der Park wird an den der Straße zugewandten Seiten von reicher Pflasterornamentik begrenzt, welche bei einer Neugestaltung der Anlage im letzten Jahrhundert teilweise zerstört wurde. Eine Büste des Stadtbaumeisters Kreyßig steht in dem nach ihm benannten südlichen Teil der Parkanlage.

## Verlauf

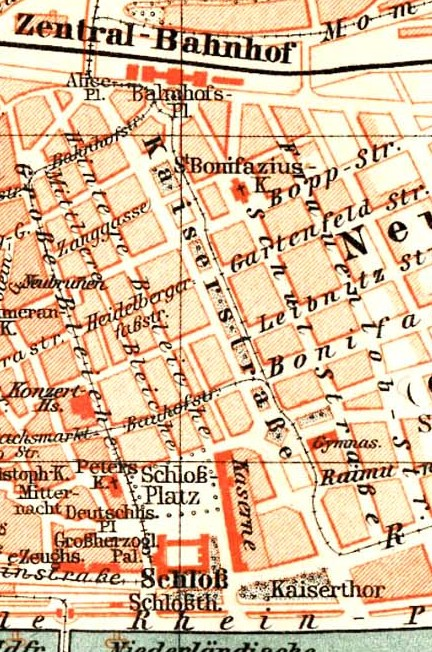
Stadtplanausschnitt aus dem Ende des 19. Jahrhunderts

Die Straßenbreite beträgt knapp 60 Meter. An ihrem westlichen Ende weitet sie sich auf fast 90 Meter Breite auf, an ihrem östlichen Ende auf fast 100 Meter. Hier, in der so geschaffenen platzartigen städtebaulichen Situation, steht inmitten des Grünstreifens die monumentale Christuskirche, das 1896 bis 1903 erbaute größte evangelische Gotteshaus der Stadt. Mit ihrer hohen Neurenaissancekuppel stellt sie nicht nur das Wahrzeichen der Kaiserstraße, sondern der gesamten Neustadt dar. Die übrige Bebauung der Straße besteht, vor allem aufgrund von Kriegsschäden, überwiegend aus Bauten der ersten Nachkriegsjahrzehnte sowie aus vereinzelten viergeschossigen Gründerzeitbauten im Stil des Historismus.
Die Kaiserstraße beginnt in der Nähe des Hauptbahnhofs und der Bonifazius-Türme, führt an den Gebäuden der ehemaligen Reichsbahndirektion (heutiges Stadthaus) wie auch der ehemaligen französischen Botschaft vorbei, um jenseits der Christuskirche auf die Rheinallee zu stoßen. Nach Osten hin liegt die Wohnbebauung im Bleichenviertel, das in das Schlossviertel übergeht. In ihrem kompletten Verlauf ist sie Bestandteil der Bundesstraße 40. Sie verfügt heute über jeweils drei Fahrspuren pro Richtung.
In der Boppstraße stellt sich der jährliche Mainzer Rosenmontagszug auf und läuft zuerst in die Kaiserstraße in Richtung Hauptbahnhof, um dann auf der anderen Straßenseite in Richtung Rhein zu laufen und dort die Christuskirche zu umrunden.

## Denkmalschutz

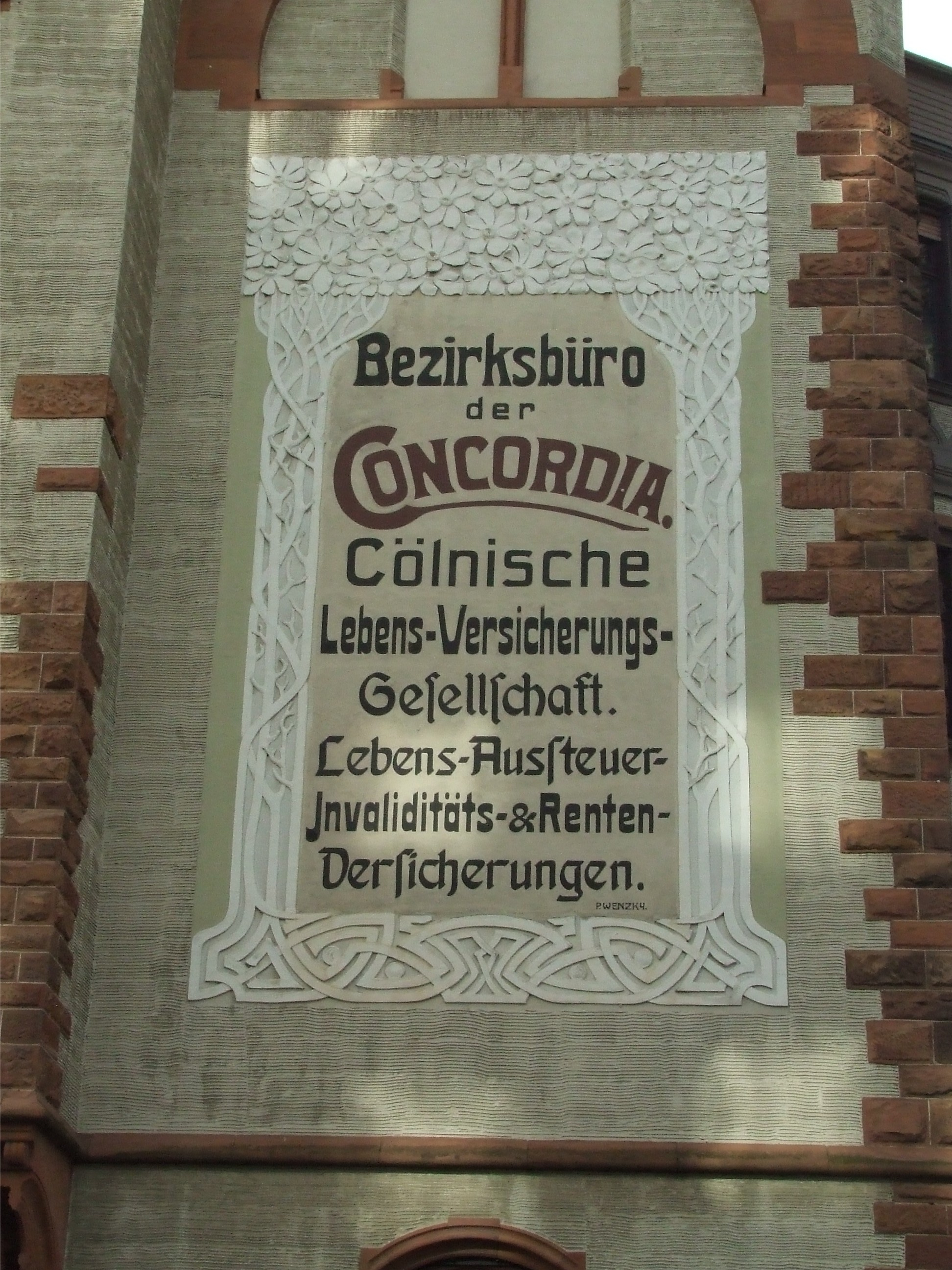
Kulturdenkmal, erbaut 1902: Einzig erhaltenes Beispiel einer in die Fassade integrierten qualitätvollen Werbeinschrift an der Kaiserstraße 70

Die Kaiserstraße ist einschließlich der angrenzenden Bebauung als Denkmalzone geschützt. Im „Nachrichtlichen Verzeichnis der Kulturdenkmäler“ für die Stadt Mainz führt die Generaldirektion Kulturelles Erbe Rheinland-Pfalz zusätzlich folgende Gebäude in der Kaiserstraße auf (siehe auch: Liste der Kulturdenkmäler in Mainz-Neustadt [gerade Hausnummern] und Liste der Kulturdenkmäler in Mainz-Neustadt [ungerade Hausnummern und Nr. 2 und 56]):
- Kaiserstraße, Kaisertor
- Kaiserstraße o. Nr., Kreyßig-Denkmal Büste Eduard Kreyßigs, 1904 von Nikolaus Lipp
- Kaiserstraße 2, viergeschossiges Zeilenwohnhaus, Neurenaissance, 1890, Architekt Schumacher & Greiner
- Kaiserstraße 5, Gebäude der Reichsbahndirektion, dreiteiliger Flachdachbau, muschelkalkverkleideter Eisenbetonskelettbau mit blockhaften Seitenflügeln, 1936/37, im 1. Geschoss gedeckte Brücke zum ehemaligen Verwaltungsbau
- Kaiserstraße 9
- Kaiserstraße 18, anspruchsvolles viergeschossiges Wohnhaus, Neurenaissance, 1881, Architekt Rudolf Opfermann
- Kaiserstraße 22, stattliches Eckwohn- und Geschäftshaus, Neurenaissance und manieristische Formen, 1877, Architekt Paul Gustav Rühl, 1884 verlängert
- Kaiserstraße 24, Einfahrt, Sandsteinpfeiler und qualitätvolles Gitter, 1877
- Kaiserstraße 24A, Bezirkssparkasse Mainz, Gründerzeitbau, abgeschrägte Ecke mit laternenbekrönter Kuppel, reicher Neubarock- und Jugendstildekor, 1904, Architekt Fr. Phil. Gill
- Kaiserstraße 31, viergeschossiges späthistoristisches Eckwohnhaus mit Mansarddach, 1889, Architekt Ernst Zehrlaut; hier befand sich von 1933 bis 1945 die Gestapo-Zentrale in Mainz (als Außenstelle der Gestapo Darmstadt) mit einem Foltergefängnis im Innenhof[2]
- Kaiserstraße 35, anspruchsvolles viergeschossiges Wohnhaus, reicher Neurenaissance-Dekor, wohl 1883, Architekt Philipp Baum
- Kaiserstraße 37, viergeschossiges Eckwohnhaus mit symmetrischen Fassaden und betonter Ecke, bez. 1890
- Kaiserstraße 38, viergeschossiges Wohnhaus, Dachabschluss mit Kranzgesims und Eierstab, 1881, Architekt Haenlein
- Kaiserstraße 49, späthistoristisches Einfamilienhaus mit ausgebautem Mansarddach, 1895, Architekt August Hock
- Kaiserstraße 52, ehemalige Niederlassung der Reichsbank, dreiseitig gebrochener Eckbau, Neurenaissance, 1892, Architekt Havestadt Contag, Berlin
- Kaiserstraße 56 2 Flankierungsbauten der Christuskirche
- Kaiserstraße 60, fünfgeschossiges Wohn- und Geschäftshaus, Putz- und Sandsteinfassade mit gotisierenden Formen, 1902, Architekt Reinhold Weisse
- Kaiserstraße 63, Einfamilienhaus mit basaltverkleidetem Souterrain, Grundriss und Ausstattung 1900, Architekt Philipp Krebs, Fassadenentwurf von Emanuel von Seidl, München
- Kaiserstraße 64, fünfgeschossiges Wohnhaus, Backsandsteinfassade mit Jugendstilformen, 1902/03, Architekt Wilhelm Hahn
- Kaiserstraße 66, fünfgeschossiges Zeilenwohnhaus mit betont vertikal gegliederter Fassade, 1902, Architekt Peter Scheuren
- Kaiserstraße 70, Ernst-Ludwig-Straße 11, ursprünglich dreiteilige Baugruppe, 1902, Architekt Oscar Hauswald; Nr. 70 stattlicher Eckbau, Fassaden mit Detailformen aus Gotik, Weserrenaissance und Jugendstil, großes Relieffeld  mit Jugendstil-Stuckrahmung, von Nr. 11 erhalten aufwändige neugotische Türrahmung und Loggiabalkon